# Kyberchondrie
Kyberchondrie (Cyberchondria) je hovorový pojem sloužící k popisu chování člověka, který užívá internet k nadměrnému získávání informací o zdraví a zdravotní péči. Informace o zdraví může člověk soustřeďovat pro sebe, ale také vzhledem k blízkému člověku. Je považován za specifickou formu hypochondrie.

## Studie
První systematické studie kyberchondrie zveřejnili v listopadu 2008 výzkumníci Ryen White a Eric Horvitz, kteří provedli velkou studii s následující analýzou. Výzkumníci definovali kyberchondrii jako „nevídaný nárůst zájmu o příznaky nemocí, založený na hledání odkazů a získávání odborné literatury na webových stránkách“. Analyzovali typické „surfování“ na webu za cílem zjišťování potíží a nalezli překvapivě vysoký počet vyhledávání, týkající se jak vzácných nemocí (například mozkový nádor) tak běžných potíží (například bolesti hlavy).

### Výsledky studie
1. Webové vyhledávání vyvolává zvýšené znepokojení uživatelů, kteří nemají lékařské vzdělání.
2. Webové vyhledávání zvyšuje možnost návštěvy lékaře za účelem potvrzení zjištěných příznaků.
3. Lidé mají tendenci zaměřit se na první zjištěné výsledky ve vyhledávači, nikoliv na hlubší analýzu více webových stránek a naprosto opomíjí fakt, že informace často opomíjí individuální anamnézu člověka: věk, zdravotní stav, rodinnou analýzu, apod.
4. Lidé se domnívají, že řazení informací o příznacích na webu se uskutečňuje podle závažnosti (pravděpodobnosti) onemocnění, vyhledávače však používají matematické algoritmy, které mohou uživatele zmást. Stejně tak jsou matoucí informace z vyhledávačů, kde byl vybrán seznam stránek ručně nebo dle toho, jak si kdo pozici vyhledaných výsledků zaplatil.
5. Výzkumníci podtrhli rozdíl mezi vyhledáváním informací pomocí zadaného hesla a mezi lékařskou poradnou, která odpovídá na konkrétní dotaz, zvláště, když osoba hledá jakékoliv pravděpodobné

## Vznik pojmu
Pojem pochází z angličtiny, kde je „cyberchondria“ neologismus, odvozený ze dvou slov cyber and hypochondria. Pojem „-chondria“ je odvozen z řečtiny a znamená „chrupavka“ nebo „prsní kost", jde o Hippokratův termín podle sleziny, která se pod prsní kostí nalézá a antičtí lékaři jí připisovali vinu za potíže, u kterých nemohli nalézt příčinu.
Harris Interactive Inc. – společnost, která provedla studii, uvádí širší překlad slova jako „online zájem o zdraví“. Autoři doporučují, aby termín nebyl vnímán jako pejorativní.

## Média
Články v mediích zařazují nejčastěji kyberchondrii k nové formě hypochondrie. Kyberchondrie je špatná diagnóza, která byla způsobena díky využití internetového vyhledávače, kam dotyčná osoba zadala své potíže a „vygooglovala“ si svou chorobu – přes vyhledávání příznaků typických pro lehké nemocí či běžné obtíže se lze snadno dostat k odkazům pojednávajících o nebezpečných, často exotických chorobách. Jestliže hypochondrie je nezvladatelný strach z nemoci, tak kyberchondrie je podnícení hypochondrie vzhledem k možností získat obrovský počet informací, které jsou na internetu snadno dostupné.